# Keleti pályaudvar (stanice metra v Budapešti)

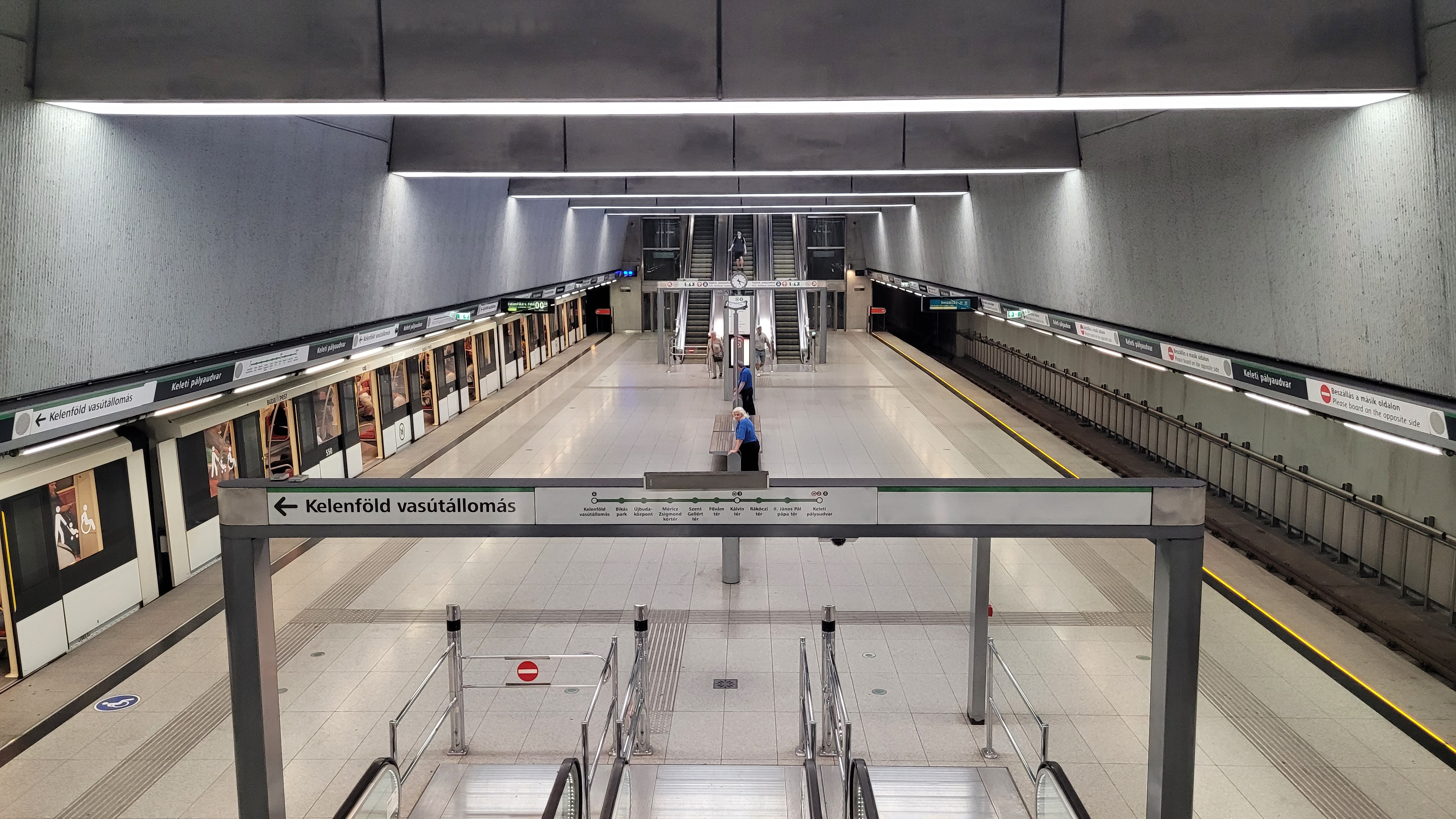
podoba stanice na lince M4

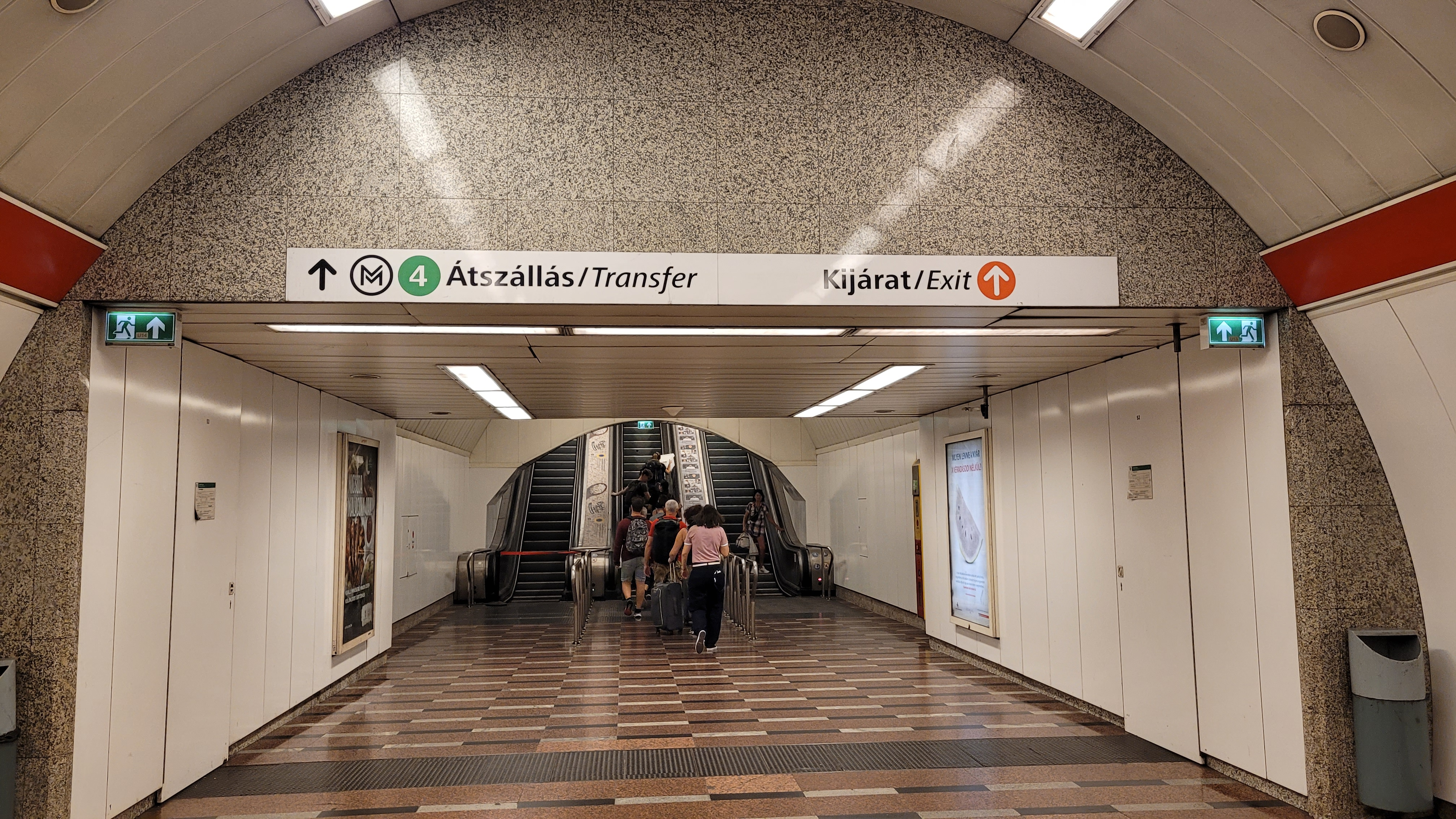
přestup na linku M4

Keleti pályuadvar je přestupní stanice budapešťského metra na linkách M2 a M4, která se nachází pod stejnojmenným nádražím Keleti pályaudvar (Východní nádraží). Na lince M2 byla otevřena veřejnosti v roce 1970. Stanice má jeden výstup, který je vyveden do podchodu pod náměstím před nádražím a zároveň i do nádražní haly. Od 28. března 2014 je v provozu také stanice linky M4, obě jsou spojeny přestupním tunelem. V místě je umožněn přestup na tramvajovou linku 24.